# Johann Philip Holzhaeusser

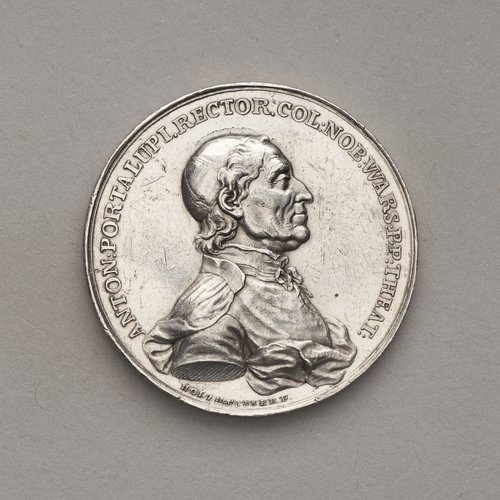
Medal autorstwa Holzhaeussera z wizerunkiem Antoniego Portalupiego z 1774

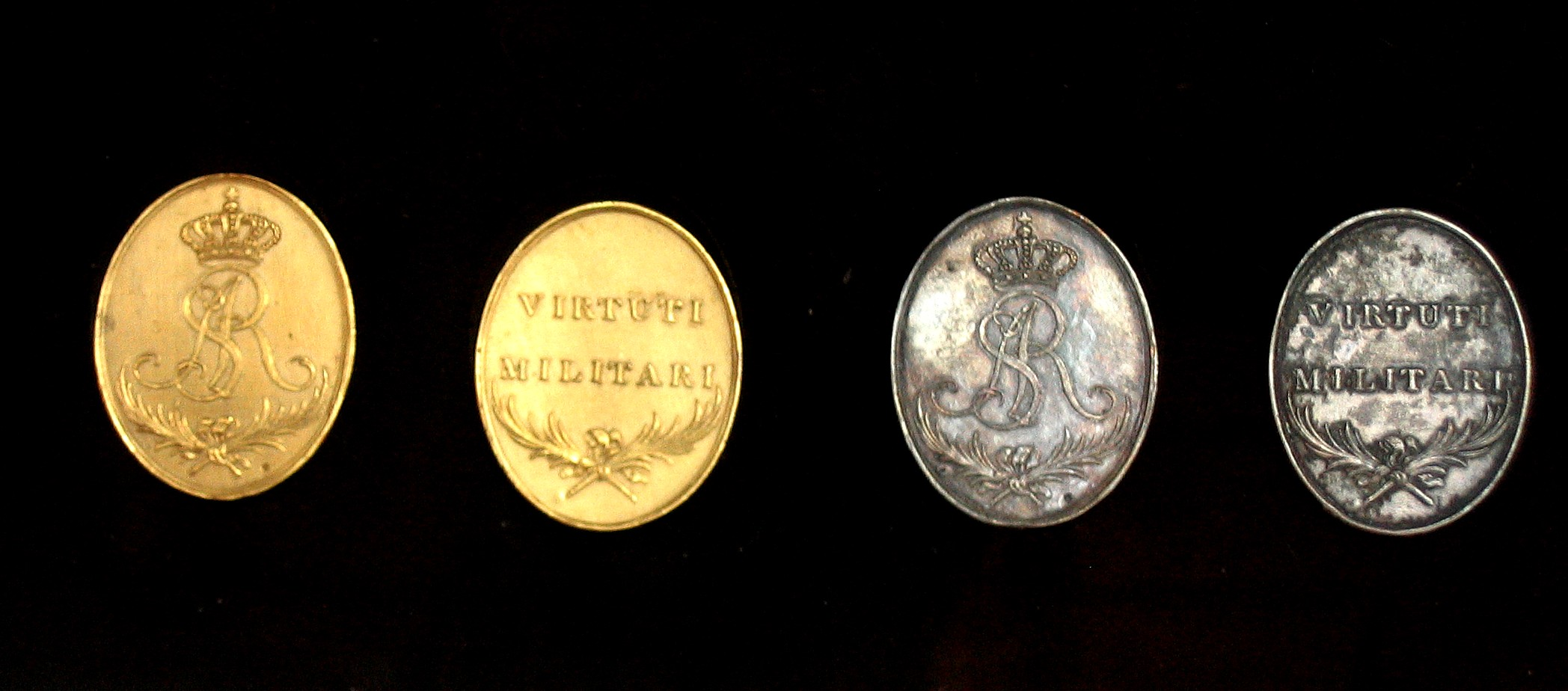
Medale Virtuti Militari z 1792 autorstwa Holzhaeussera

Johann Philip Holzhaeusser, Jan Filip Holzhaeusser (ur. 1731 w Saksonii, zm. 17 sierpnia 1792 w Warszawie) – polski medalier pochodzący z Niemiec, twórca m.in. orderu Virtuti Militari. 
W literaturze nie ma danych o początkach życia Holzhaeussera, miejscu i przebiegu jego nauki oraz kariery w zawodzie przed przyjazdem do Polski, co nastąpiło w roku 1765 na zaproszenie króla Stanisława Augusta Poniatowskiego. Zuzanna Prószyńska uważała za prawdopodobne, że od 1750 do 1764 pracował w mennicy berlińskiej, na co wskazuje zapis archiwalny z epoki, w którym jest jednak podane tylko nazwisko, bez imion. Od początku 1766 zatrudniony był w Mennicy Warszawskiej jako medalier i rytownik stempli do bicia monet, stale wykonując też zamówienia Stanisława Augusta Poniatowskiego i jego otoczenia, a okazjonalnie realizując zamówienia innych osób lub instytucji polskich lub Wielkiego Księstwa Litewskiego. Uczniem J. Holzhaeussera był medalier Jan Jakub Reichel. Dzięki pracy dla króla i z jego inicjatywy  Holzhaeusser uzyskał od Sejmu nobilitację szlachecką w roku 1775. Działał aktywnie w masonerii, zajmując w niej wysokie stopnie.  
Zdaniem Zuzanny Prószyńskiej był najlepszym medalierem w XVIII w. w Polsce. Tworzył medale, wzorce monet, stemple numizmatyczne i pieczętne oraz żetony do gry. W sumie jest autorem ok. 100 takich dzieł. Większość z nich była wykonana wg własnych projektów artysty, inne rytował na podstawie wzorów z innych twórców. Stworzył m.in. medale z portretami króla oraz ówczesnych dygnitarzy i intelektualistów polskich, medale okolicznościowe z okazji różnych ważnych wydarzeń krajowych, m.in. uchwalenia Konstytucji 3 maja, a także odznaczenia, w tym Order Virtuti Militari, Medal Diligentiae i Medal Merentibus. Na podstawie malarskiego pocztu królów polskich Marcello Bacciarellego zaczął tworzyć analogiczny cykl 23 medali, przed śmiercią ukończył 11 z nich. 
Dzieła J. Holzhaeussera znajdują się m.in. w kolekcjach Muzeum Narodowego w Kielcach, Muzeum Archidiecezji Warszawskiej i Muzeum Warszawy.